# Saladillo (Perú)
Saladillo es una localidad peruana ubicada en el distrito de San Jacinto, perteneciente a la provincia y el departamento de Tumbes, al norte del Perú. 

## Ubicación
Saladillo se ubica al suroeste de la provincia de Tumbes, en el distrito de San Jacinto, en el departamento de Tumbes. Se ubica muy cerca a la frontera ecuatoriana-peruana.

## Demografía
En 2017 Saladillo tenía una población de 10 habitantes.